# Distrikt Bella Unión

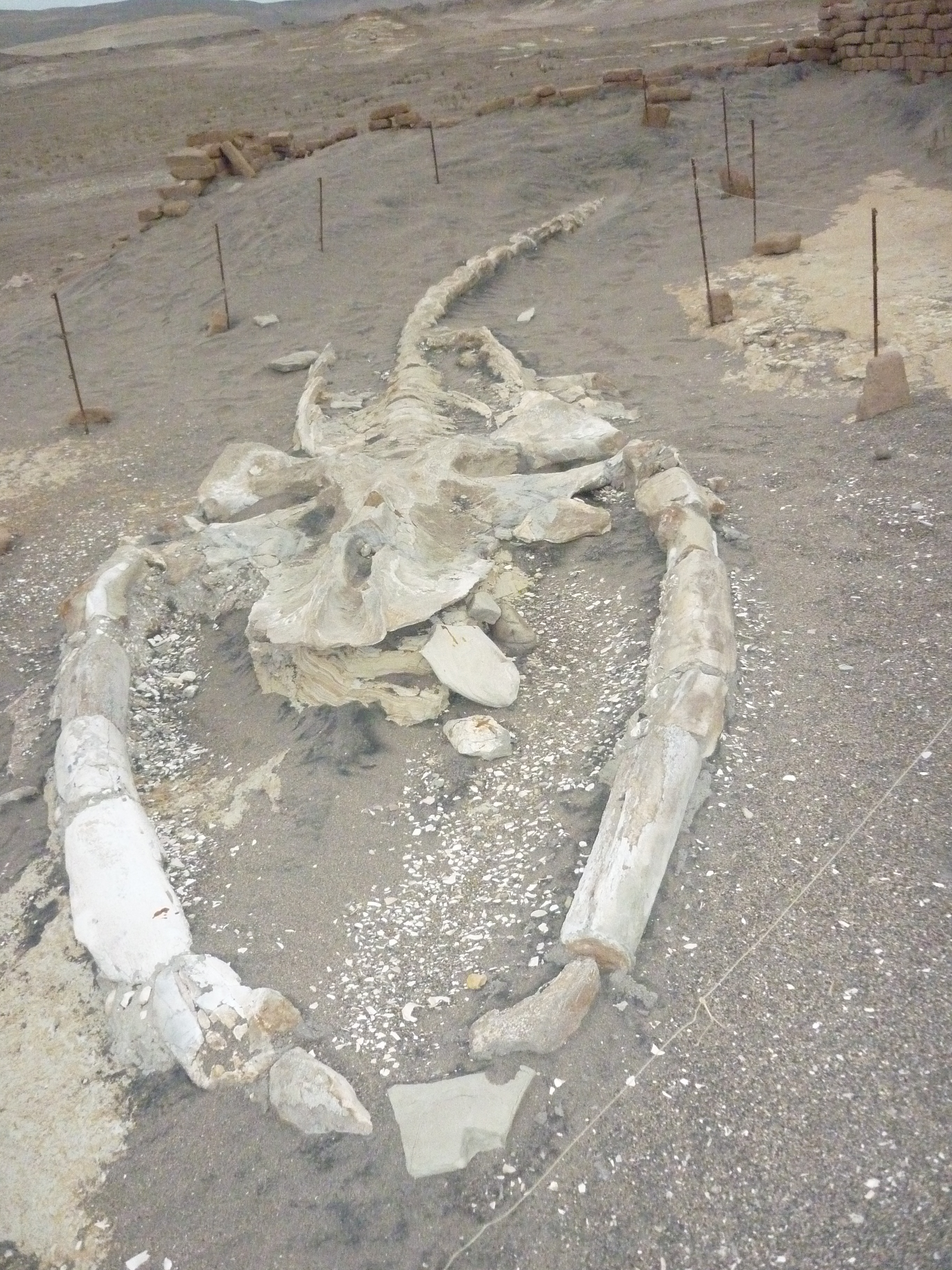
Wal-Fossil im Museo de Sitio Sacaco

Der Distrikt Bella Unión liegt in der Provinz Caravelí in der Region Arequipa im Südwesten von Peru. Der Distrikt wurde am 24. November 1955 gegründet. Er hat eine Fläche von 1588,41 km². Beim Zensus 2017 wurden 3171 Einwohner gezählt. Im Jahr 1993 lag die Einwohnerzahl bei 1622, im Jahr 2007 bei 4296. Sitz der Distriktverwaltung ist die auf einer Höhe von 225 m 20 km vom Meer entfernt gelegene Kleinstadt Bella Unión mit 2882 Einwohnern (Stand 2017). 

## Geographische Lage
Der Distrikt Bella Unión liegt im Westen der Provinz Caravelí. Er reicht im Osten bis zur Mündung des Río Acarí. Er besitzt eine knapp 21 km lange Küstenlinie am Pazifischen Ozean und reicht bis zu 45 km ins Landesinnere. Der Río Acarí fließt entlang der südöstlichen Distriktgrenze zum Meer. Bei Bella Unión wird bewässerte Landwirtschaft betrieben. Das Gebiet besteht ansonsten aus Wüste. Im Norden des Distrikts erheben sich die Ausläufer der peruanischen Westkordillere. Die Nationalstraße 1S (Panamericana) durchquert den Distrikt in Küstennähe.
Der Distrikt Bella Unión grenzt im Westen an den Distrikt Lomas, im Norden an die Distrikte Marcona (Provinz Nazca) und Santa Lucía (Provinz Lucanas) sowie im Osten an den Distrikt Acarí.